# Serapione di Antiochia
Serapione (Antiochia di Siria, II secolo – 212) fu Vescovo di Antiochia dal 191 alla sua morte. È venerato come santo da tutte le Chiese che ammettono il culto dei santi.

## Biografia
È noto principalmente per i suoi scritti teologici, citati da Eusebio di Cesarea (Storia ecclesiastica):
- una lettera privata a Carico e Ponzio contro il Montanismo;
- un trattato indirizzato a un certo Donnino, che aveva abbandonato la religione cristiana;
- un commento sul Vangelo di Pietro, utilizzato dalla comunità di Rhossus, sotto la sua giurisdizione.

## Culto
Il Martirologio Romano fissa la memoria liturgica il 30 ottobre.